# Clubiona robusta
Clubiona robusta är en spindelart som beskrevs av Ludwig Carl Christian Koch 1873. Clubiona robusta ingår i släktet Clubiona och familjen säckspindlar. Inga underarter finns listade i Catalogue of Life.